# Ellis Island, Queensland
Ellis Island är en ö i Australien. Den ligger i delstaten Queensland. Ön ligger på nordspetsen av revet Ellis Reef.